# I racconti del maresciallo (raccolta di racconti)
I racconti del maresciallo è una raccolta di racconti scritti da Mario Soldati nel 1967. È stato ristampato nel 2004 per i tipi della Sellerio Editore di Palermo.
Alla raccolta originaria ne ha fatto seguito un'altra, nel 1984, pubblicata da Rizzoli Editore con il titolo Nuovi racconti del maresciallo.

## Contenuto
Si tratta di storie ispirate alla letteratura poliziesca e centrate su una figura di fantasia, quella del maresciallo dei carabinieri Gigi Arnaudi, un investigatore le cui origini sono in Piemonte che vive e lavora in una località non precisata della Val Padana.
Egli nella struttura narrativa è amico dell'autore e a lui riferisce di piccole storie di malaffare, con conseguenti indagini investigative, di cui è stato protagonista. Arnaudi è una sorta di anti-eroe che procede all'arresto di un malvivente proprio quando non può farne a meno, e comunque sempre a malincuore.
Le storie prendono avvio sempre allo stesso modo: Soldati e il suo ospite sono seduti a tavola in una trattoria (solitamente il Leon d'Oro o Le Tre Ganasce) o in un vagone ristorante ferroviario.

## I racconti
- Il ricordo
- I ravanin
- I bei denti del sciur Dino
- La grande diva
- La signora inglese
- Il pepe
- La zingarella
- Lo specchio trasparente
- Michela
- Un cuore semplice
- Il berretto di cuoio
- Velluto senape
- Baci di dama
- Un sospetto
- La fine di Flok

## Adattamenti televisivi
Dai libri di Soldati riguardanti la figura del maresciallo Arnaudi sono stati tratti, su sceneggiatura e regia dello stesso autore (e con la sua diretta interpretazione) uno sceneggiato televisivo, nel 1968, ed un sequel in forma di miniserie televisiva - questa volta diretto dal figlio di Soldati, Giovanni, con il padre che collaborò alla sceneggiatura -, nel 1984, sulla base dei nuovi racconti pubblicati per Rizzoli.
Nel primo caso il ruolo del maresciallo-investigatore era ricoperto da Turi Ferro cui subentrò, nel seguito di sedici anni dopo, Arnoldo Foà.
Le due fiction televisive hanno avuto il medesimo titolo:
- I racconti del maresciallo, sceneggiato televisivo 1968
- I racconti del maresciallo, miniserie televisiva 1984